# Dekanat płoński północny
Dekanat płoński północny – jeden z 28 dekanatów w rzymskokatolickiej diecezji płockiej.
Dekanat powstał mocą dekretu biskupa płockiego Piotra Libery z dnia 18 września 2018 roku dzielącego dotychczasowy dekanat płoński na dwie części.

## Parafie
W skład dekanatu wchodzi 7 parafii:
- Parafia św. Urbana – Baboszewo
- Parafia św. Katarzyny – Dziektarzewo
- Parafia św. Zygmunta – Królewo
- Parafia św. Maksymiliana Kolbego – Płońsk
- Parafia św. Antoniego – Sarbiewo
- Parafia św. Stanisława Kostki – Smardzewo
- Parafia św. Jana Chrzciciela – Sochocin